# گائتان وایسبک
گائتان وایسبک (انگلیسی: Gaëtan Weissbeck؛ زادهٔ ۱۷ ژانویهٔ ۱۹۹۷) بازیکن فوتبال اهل فرانسه است.
از باشگاه‌هایی که در آن بازی کرده‌است می‌توان به باشگاه فوتبال سوشو اشاره کرد.